# Instituto Catalán de Antropología
El Instituto Catalán de Antropología (en catalán: Institut Català d'Antropologia) es una institución científica dedicada a la investigación y difusión de la Antropología en Cataluña. Nació en 1978 en Barcelona a iniciativa de un grupo de antropólogos con el objetivo de crear un espacio de discusión y profundización en la investigación antropológica, así como para crear nexos con la sociedad y la cultura catalanas. Su presidente fue Josep Maria Batista y Roca. Forma parte de la Federación de Asociaciones de Antropología del Estado Español (FAAEE) y del World Council of Anthropological Associations. A sus actividades divulgativas han participado varios especialistas de renombre, entre los cuales destacan Pierre Bonte, Jimmy Fernández, Jonathan Friedman, Maurice Godelier, Mike Gilrenan, tratando temas como las minorías étnicas y los grupos étnicos, marginación social, sociedades indígenas americanas y africanas, sociedades rurales y urbanas, movimientos migratorios, metodología y pensamiento histórico, antropología y salud, trabajo y familia, estudios de género, parentesco y el etnomusicologia.
En cuanto a sus publicaciones, destacan los Quaderns, los Quaderns-e, Breus Icaria y ICA-Icària.

## Presidencia
- 1978 Josep Maria Batista i Roca
- 1978 - 1990 Joan Frigolé
- 1990 - 2001 Joan Bestard
- 2001 - 2016 Verena Stolcke[4][5]